# Cúp FA 2025–26
Cúp FA 2025–26 (tiếng Anh: 2025–26 FA Cup) là mùa giải thứ 145 của Cúp FA, giải đấu bóng đá lâu đời nhất thế giới. Giải đấu được tài trợ bởi Emirates và còn được gọi là Emirates FA Cup vì lý do tài trợ. Vòng loại của giải đấu bắt đầu vào ngày 1 tháng 8 năm 2025, trong khi vòng đấu chính bắt đầu từ ngày 1 tháng 11 năm 2025.
Trận chung kết được tổ chức tại Sân vận động Wembley, London vào ngày 16 tháng 5 năm 2026.
Crystal Palace đang là đương kim vô địch giải đấu.

## Các đội bóng
Cúp FA là một giải đấu loại trực tiếp với 124 đội tham dự ngay từ vòng đầu tiên, tất cả đều cố gắng lọt vào đến trận chung kết diễn ra tại sân vận động Wembley. Giải đấu bao gồm 92 đội từ hệ thống giải bóng đá Anh (20 đội từ Premier League và tổng cộng 72 đội từ EFL Championship, EFL League One và EFL League Two) cùng với 32 đội còn sót lại trong tổng số 655 đội từ hệ thống National League tham dự giải từ vòng loại.
| Vòng      | Ngày chính          | Số trận đấu | Số đội còn lại | Số đội tham dự từ vòng này | Tiền thưởng cho đội thắng | Tiền thưởng cho đội thua | Hạng đấu tham dự vòng này                     |
| --------- | ------------------- | ----------- | -------------- | -------------------------- | ------------------------- | ------------------------ | --------------------------------------------- |
| Vòng 1    | 1 tháng 11 năm 2025 | 40          | 124 → 84       | 48                         | £45,000                   | £15,000                  | 24 đội EFL League One 24 đội EFL League Two   |
| Vòng 2    | 6 tháng 12 năm 2025 | 20          | 84 → 64        | Không                      | £75,000                   | £20,000                  | Không                                         |
| Vòng 3    | 10 tháng 1 năm 2026 | 32          | 64 → 32        | 44                         | £115,000                  | £25,000                  | 20 đội Premier League 24 đội EFL Championship |
| Vòng 4    | 14 tháng 2 năm 2026 | 16          | 32 → 16        | Không                      | £120,000                  | Không                    | Không                                         |
| Vòng 5    | 7 tháng 3 năm 2026  | 8           | 16 → 8         | Không                      | £225,000                  | Không                    | Không                                         |
| Tứ kết    | 4 tháng 4 năm 2026  | 4           | 8 → 4          | Không                      | £450,000                  | Không                    | Không                                         |
| Bán kết   | 25 tháng 4 năm 2026 | 2           | 4 → 2          | Không                      | £1,000,000                | £500,000                 | Không                                         |
| Chung kết | 16 tháng 5 năm 2026 | 1           | 2 → 1          | Không                      | £2,000,000                | £1,000,000               | Không                                         |

## Vòng loại
Các đội bóng không phải là thành viên của Premier League hoặc English Football League sẽ thi đấu ở vòng loại để giành một trong 32 suất tham dự vòng đầu tiên. Quá trình vòng loại gồm sáu vòng, bắt đầu với vòng sơ loại bổ sung vào ngày 2 tháng 8 năm 2025.

## Truyền hình
Tại Việt Nam, các trận đấu được phát sóng trên FPT Play và MyTV.
Mùa giải 2025–26 đánh dấu sự khởi đầu của một hợp đồng truyền hình mới kéo dài bốn năm, thay thế cho thỏa thuận trước đó trong đó bản quyền được chia sẻ giữa BBC và ITV. Quyền phát sóng đã được TNT Sports giành được, với cam kết phát sóng miễn phí một số trận đấu thông qua thỏa thuận cho phép BBC trình chiếu 14 trận.
| Đài truyền hình | Tóm tắt |
| --------------- | --- |
| BBC Sport       | 14 trận đấu trực tiếp mỗi mùa, tất cả sẽ được chia sẻ với TNT Sports. BBC Sport có hai trận mỗi vòng cho đến và bao gồm cả tứ kết, cộng thêm một trận bán kết và trận chung kết. |
| TNT Sports      | Một số trận được chọn từ vòng một và vòng hai, cùng tất cả các trận từ vòng ba trở đi (bao gồm cả những trận trên BBC) mà không bắt đầu vào lúc 3 giờ chiều thứ Bảy.             |